# Mesoderm
Das Mesoderm (von altgriechisch μέσος mésos, deutsch ‚mittig‘, ‚mittlerer‘ und δέρμα to derma, deutsch ‚Haut‘) ist das mittlere Keimblatt des Embryoblasten.
Die Mesoderm-Zellen entstehen beim Menschen in der dritten Entwicklungswoche durch Einwanderung zwischen Epiblast und Hypoblast (Enterocoelie). Der Begriff Mesoderm ist nicht gleichbedeutend mit Mesenchym. Mesoderm ist ein ontogenetischer Begriff, Mesenchym dagegen ein histologischer. 
Aus dem Mesoderm bilden sich folgende Strukturen: 
- Chorda dorsalis und daraus entstehende Nuclei pulposi der Bandscheiben
- Auskleidung des Coeloms
- Knochen
- Skelettmuskulatur
- Bindegewebe
- glatte Muskulatur der Eingeweide
- Herz
- Blutgefäße
- Blutkörperchen
- Milz
- Lymphknoten
- Lymphgefäße
- Nebennierenrinde
- Nieren
- Keimdrüsen
- innere Geschlechtsorgane
- Mikroglia

## Unterteilung
- Intraembryonales Mesoderm, gebildet aus dem Epiblasten
  - Axiales Mesoderm (Chorda dorsalis)
  - Paraxiales Mesoderm (Somiten; Sklerotom, Myotom, Dermatom)
  - Intermediäres Mesoderm (Harn- und Geschlechtsapparat)
  - Laterales Mesoderm oder Seitenplattenmesoderm (Seröse Auskleidung der Körperhöhlen: Pleura, Peritoneum, Perikard)
- Extraembryonales Mesoderm, gebildet aus dem Hypoblasten
  - kleidet die Chorionhöhle aus